# Youriy Kravtchenko
Youriy Fedorovitch Kravtchenko (en ukrainien : Юрій Федорович Кравченко), né le 5 mars 1951 dans l'oblast de Kirovohrad et mort par suicide le 4 mars 2005 à Kiev, est un militaire et homme politique ukrainien.

## Biographie
Après ses études secondaires, il devient ouvrier électricien puis fait son service militaire dans l'Armée soviétique en 1972. Il reprend des études et devient policier dans l'oblast de Kirovohrad.

## Parcours politique
Il est gouverneur de l'oblast de Kherson en 2001 et 2002.
Il devient directeur des douanes du Gouvernement Massol II, ministre de l'Intérieur ukrainien du gouvernement Poustovoïtenko, puis du gouvernement Koutchma. Mis en cause dans le scandale des cassettes, il est démis de ses fonctions et se suicide, le 4 mars 2005 dans son garage à Kiev. Il est enterré au cimetière Baïkov.